# Łukówek

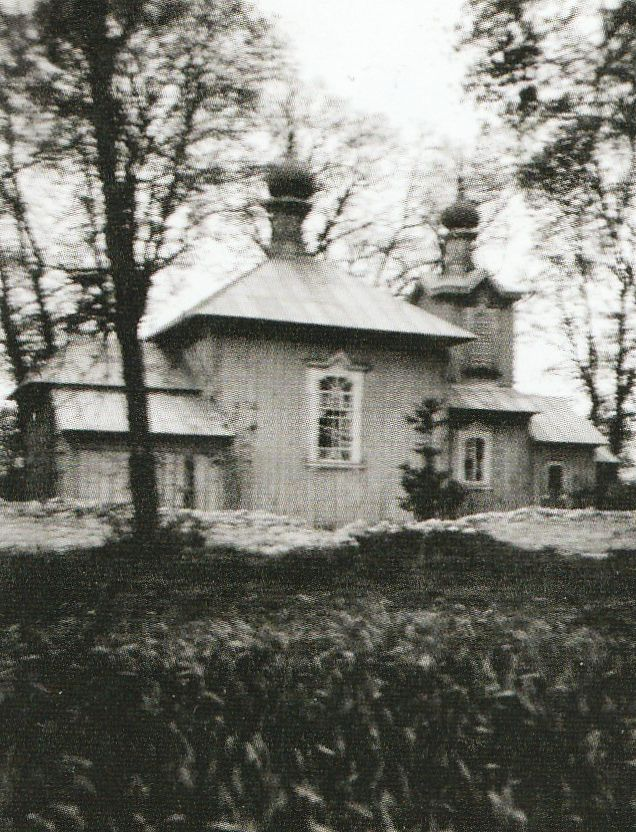
Nieistniejąca cerkiew pw. Opieki Matki Bożej (Pokrowy) w Łukówku

Łukówek – wieś w Polsce położona w województwie lubelskim, w powiecie chełmskim, w gminie Sawin.
W latach 1867–1954 miejscowość należała do gminy Bukowa. W XIX-XX w. miejscowość dzieliła się na odrębne jednostki osadnicze: Łukówek Piękny, Łukówek Górny, Kolonia Łukówek Górny, Kolonia Łukówek Piękny. W latach 1975–1998 miejscowość administracyjnie należała do województwa chełmskiego.
Administracyjnie wieś jest sołectwem. Według Narodowego Spisu Powszechnego (III 2011 r.) liczyła 317 mieszkańców i była czwartą co do wielkości miejscowością gminy Sawin.

## Części wsi
| SIMC    | Nazwa                 | Rodzaj    |
| ------- | --------------------- | --------- |
| 0107005 | Bańkówka              | część wsi |
| 0107011 | Holendernia           | część wsi |
| 0107028 | Kazimierówka          | część wsi |
| 0107040 | Łukówek Górny         | część wsi |
| 0107034 | Łukówek Górny-Kolonia | część wsi |
| 0107057 | Łukówek Piękny        | część wsi |
| 0107063 | Siedliska             | część wsi |

## Historia
Miejscowość wzmiankowana w XV w. jako osada wołoska Łukowa. W XV–XVI w. własność rodu Uhrowieckich h. Suchekomnaty. W 1662 r. pogłówne z tej wsi zapłaciły 244 osoby, a liczba mieszkańców mogła wynosić około 500. Według "Tabelli mast, wsi i osad Królestwa Polskiego" z 1827 r. Łukówek stanowił własność prywatną, należał do rzymskokatolickiej parafii Uhrusk, liczył 56 domów i 326 mieszkańców. Podział Łukówka na Piękny i Górny nastąpił około 1824 r. W grudniu 1861 r. na terenie dóbr Łukówek i Bukowa Mała doszło do antyfeudalnych wystąpień chłopskich pod przywództwem Grzegorza Sochania (Suchania), który został aresztowany wraz z Józefem Jaglewiczem i Semenem Sawickim.
Według "Słownika geograficznego Królestwa Polskiego" z 1884 r. Łukówek Górny i Piękny należał do gminy Bukowa. Folwark Łukówek Górny po odłączeniu w 1880 r. folwarku Józefin (obecnie Józefów) zajmował powierzchnię 309 mórg; wieś Łukówek Górny liczyła 26 osad (gospodarstw) i 447 mieszkańców. Folwark Łukówek Piękny miał powierzchnię 665 mórg; wieś Łukówek Piękny liczyła 29 osad i 521 mieszkańców. Folwark Kazimierówka, wydzielony w 1874 r. z dóbr Łukówek Piękny, zajmował powierzchnię 400 mórg.
W XV–XX w. Łukówek był siedzibą parafii prawosławnej i unickiej (greckokatolickiej). Drewniana cerkiew pw. św. Pokrowy została rozebrana w 1938 r. w ramach akcji niszczenia cerkwi na Chełmszczyźnie. Obecnie na dawnym placu przycerkiewnym znajduje się kaplica rzymskokatolicka pw. Matki Bożej Nieustającej Pomocy, należąca do parafii w Uhrusku. Na terenie wsi znajduje się także cmentarz unicko-prawosławny, cmentarz wojenny z czasów pierwszej wojny światowej, zabytkowa kapliczka i kilka krzyży przydrożnych.
Co najmniej od końca XVIII w. w Łukówku produkowano cegłę. Obecnie cegielnia jest nieczynna. Po drugiej wojnie światowej istniała w Łukówku rolnicza spółdzielnia produkcyjna. W okresie międzywojennym i powojennym w miejscowości znajdowała się szkoła podstawowa.
W 1916 r. miejscowość liczyła 371 mieszkańców, w tym 53 Żydów. Według spisu powszechnego z 30 września 1921 r. Łukówek (wieś) zamieszkiwały 552 osoby, z których 551 deklarowało narodowość polską, 1 rusińską (ukraińską), 267 wyznanie rzymskokatolickie, 218 prawosławne, mojżeszowe 67. Łukówek (kolonię) zamieszkiwało 125 osób, z których narodowość polską deklarowało 117, rusińską 8, wyznanie rzymskokatolickie 82, prawosławne 28, ewangelickie 15. Folwark Łukówek Górny liczył 33 mieszkańców, w tym narodowości polskiej 33, wyznania rzymskokatolickiego 29, prawosławnego 4. W 2000 r. miejscowość liczyła 419 mieszkańców.
Miejscowość została uwieczniona w kilku opowiadaniach Kajetana Suffczyńskiego z cyklu Zawsze oni. Obrazy historyczne i obyczajowe z czasów Kościuszki i legionów (Poznań 1875).